# Campeonato Mundial de Atletismo em Pista Coberta de 2018 - 1500 m feminino
A prova dos 1500 metros feminino do Campeonato Mundial de Atletismo em Pista Coberta de 2018 ocorreu entre os dias 2 e 3 de março na Arena Birmingham, em Birmingham, no Reino Unido.

## Recordes
Antes desta competição, os recordes mundiais e do campeonato nesta prova eram os seguintes:
|                       | Nome           | Nacionalidade | Tempo     | Local     | Data                   |
| --------------------- | -------------- | ------------- | --------- | --------- | ---------------------- |
| Recorde mundial       | Genzebe Dibaba | Etiópia       | 3m 55s 17 | Karlsruhe | 1 de fevereiro de 2014 |
| Recorde do campeonato | Gelete Burka   | Etiópia       | 3m 59s 75 | Valência  | 9 de março de 2008     |

## Medalhistas
| Ouro                 | Prata            | Bronze             |
| Genzebe Dibaba (ETH) | Laura Muir (GBR) | Sifan Hassan (NED) |

## Cronograma
Todos os horários são locais (UTC+0).
| Data       | Hora  | Evento  |
| ---------- | ----- | ------- |
| 2 de março | 19:42 | Bateria |
| 3 de março | 20:39 | Final   |

## Resultados

### Bateria
Qualificação: 2 atletas de cada bateria  (Q) mais os 3 melhores qualificados (q).
| Posição | Bateria | Atleta              | Nacionalidade  | Tempo   | Notas           |
| ------- | ------- | ------------------- | -------------- | ------- | --------------- |
| 1       | 3       | Sifan Hassan        | Países Baixos  | 4:05.46 | Q,              |
| 2       | 3       | Winny Chebet        | Quênia         | 4:05.81 | Q,              |
| 3       | 3       | Rababe Arafi        | Marrocos       | 4:06.12 | q               |
| 4       | 3       | Shelby Houlihan     | Estados Unidos | 4:06.21 | q,              |
| 5       | 1       | Genzebe Dibaba      | Etiópia        | 4:06.25 | Q               |
| 6       | 1       | Laura Muir          | Grã-Bretanha   | 4:06.54 | Q               |
| 7       | 1       | Aisha Praught       | Jamaica        | 4:07.51 | q               |
| 8       | 2       | Beatrice Chepkoech  | Quênia         | 4:09.12 | Q               |
| 9       | 2       | Colleen Quigley     | Estados Unidos | 4:09.31 | Q,              |
| 10      | 2       | Kate van Buskirk    | Canadá         | 4:09.42 | Recorde pessoal |
| 11      | 2       | Dominique Scott     | África do Sul  | 4:09.80 |                 |
| 12      | 1       | Marta Pérez         | Espanha        | 4:09.90 |                 |
| 13      | 1       | Gabriela Stafford   | Canadá         | 4:09.94 | Recorde pessoal |
| 14      | 3       | Dawit Seyaum        | Etiópia        | 4:10.20 |                 |
| 15      | 3       | Linn Nilsson        | Suécia         | 4:10.36 |                 |
| 16      | 1       | Diana Sujew         | Alemanha       | 4:10.64 |                 |
| 17      | 1       | Luiza Gega          | Albânia        | 4:10.65 |                 |
| 18      | 3       | Ciara Mageean       | Irlanda        | 4:11.81 |                 |
| 19      | 2       | Hanna Klein         | Alemanha       | 4:12.11 |                 |
| 20      | 2       | Eilish McColgan     | Grã-Bretanha   | 4:13.32 |                 |
| 21      | 1       | Simona Vrzalová     | Chéquia        | 4:14.11 |                 |
| 22      | 2       | Malika Akkaoui      | Marrocos       | 4:15.09 |                 |
| 23      | 3       | Anita Hinriksdottir | Islândia       | 4:15.73 |                 |
| 24      | 2       | Meraf Bahta         | Suécia         | 4:22.40 | q R             |
| 25      | 2       | Claudia Bobocea     | Roménia        | 4:24.60 |                 |
| 26      | 1       | Eliane Saholinirina | Madagáscar     | DNF     |                 |

### Final

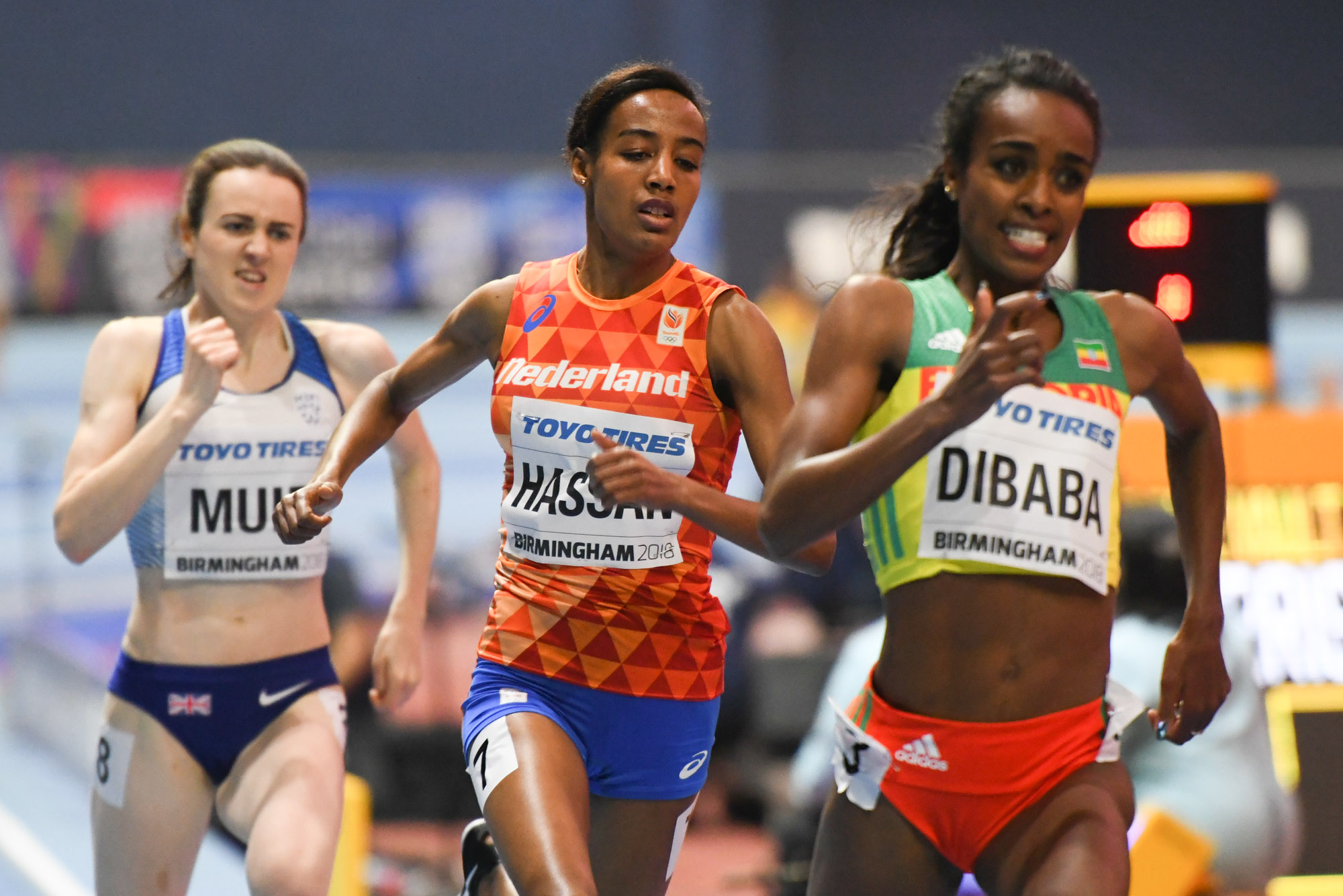
Fase final da prova

A final ocorreu dia 3 de março às 20:39
| Posição           | Raia | Atleta             | Nacionalidade  | Tempo   | Notas |
| ----------------- | ---- | ------------------ | -------------- | ------- | ----- |
| Medalha de ouro   | 3    | Genzebe Dibaba     | Etiópia        | 4:05.27 |       |
| Medalha de prata  | 8    | Laura Muir         | Grã-Bretanha   | 4:06.23 |       |
| Medalha de bronze | 7    | Sifan Hassan       | Países Baixos  | 4:07.26 |       |
| 4                 | 5    | Shelby Houlihan    | Estados Unidos | 4:11.93 |       |
| 5                 | 4    | Winny Chebet       | Quênia         | 4:12.08 |       |
| 6                 | 2    | Aisha Praught      | Jamaica        | 4:12.86 |       |
| 7                 | 1    | Beatrice Chepkoech | Quênia         | 4:13.59 |       |
| 8                 | 9    | Rababe Arafi       | Marrocos       | 4:14.94 |       |
| 9                 | 6    | Colleen Quigley    | Estados Unidos | 4:15.97 |       |
| 10                | 10   | Meraf Bahta        | Suécia         | 4:23.05 |       |

Legenda
| Recorde mundial       | Recorde mundial (World record)               |                       | Recorde africano                      | Recorde africano (African) |                                           | Q | Classificado por posição (Qualified) |
| Recorde do campeonato | Recorde do campeonato (Championship record)  | Recorde da América    | Recorde da América (Americas)         | q                          | Classificado por melhor tempo (Qualified) |   |                                      |
| Melhor marca do ano   | Melhor marca do ano (World leading)          | Recorde asiático      | Recorde asiático (Asian)              | DNS                        | Não largou (Did not start)                |   |                                      |
| Recorde nacional      | Recorde nacional (National record)           | Recorde europeu       | Recorde europeu (European)            | DNF                        | Não terminou (Did not finish)             |   |                                      |
| Recorde pessoal       | Recorde pessoal do atleta (Personal best)    | Recorde da Oceania    | Recorde da Oceania (Oceania)          | DSQ / DQ                   | Desclassificado (Disqualified)            |   |                                      |
| Recorde da temporada  | Recorde da temporada do atleta (Season best) | Recorde sul-americano | Recorde sul-americano (South America) | NM                         | Sem marca (No mark)                       |   |                                      |